# Leptothorax balli
Leptothorax balli är en myrart som beskrevs av Santschi 1939. Leptothorax balli ingår i släktet smalmyror, och familjen myror. Inga underarter finns listade i Catalogue of Life.